# Новое Мажарово
Но́вое Мажа́рово (укр. Нове Мажарове), село,
Новомажаровский сельский совет,
Зачепиловский район,
Харьковская область, Украина.
Код КОАТУУ — 6322283001. Население по переписи 2001 года составляет 867 (406/461 м/ж) человек.
Является административным центром Новомажаровского сельского совета, в который, кроме того, входят сёла
Дудовка,
Зеньковщина,
Котовка,
Новое Пекельное,
Оляновка,
Петровка,
Старое Мажарово и
Старое Пекельное

## Географическое положение
Село Новое Мажарово находится в 3,5 км от реки Орель (правый берег) в месте впадения в неё реки Мажарка.
Долина реки сильно заболочена, рядом проведено несколько ирригационных каналов, есть несколько озёр, в том числе озеро Можарка и озеро Поповое.
Рядом с селом протекает река Мажарка, на которой сделоно несколько больших запруд.
На расстоянии в 1 км расположено село Старое Мажарово.

## История
- 1873 г. — дата основания[1].

## Экономика
- Молочно-товарная и птице-товарная фермы.

## Объекты социальной сферы
- Детский сад.
- Школа.
- Клуб.
- Фельдшерско-акушерский пункт.

## Достопримечательности
- Братская могила советских воинов.